# Alburnoides
Alburnoides es un género de peces de agua dulce de la familia Cyprinidae.

## Especies
- Alburnoides bipunctatus (Bloch, 1782)
- Alburnoides damghani Jouladeh-Roudbar, Eagderi, Esmaeili, Coad & Bogutskaya, 2016
- Alburnoides devolli Bogutskaya, Zupančič & Naseka, 2010
- Alburnoides eichwaldii (De Filippi, 1863)
- Alburnoides fangfangae Bogutskaya, Zupančič & Naseka, 2010
- Alburnoides fasciatus (Nordmann, 1840)
- Alburnoides gmelini Bogutskaya & Coad, 2009
- Alburnoides holciki Coad & Bogutskaya, 2012
- Alburnoides idignensis Bogutskaya & Coad, 2009
- Alburnoides kubanicus L. S. Berg, 1932
- Alburnoides manyasensis Turan, Ekmekçi, Kaya & Güçlü, 2013
- Alburnoides namaki Bogutskaya & Coad, 2009
- Alburnoides nicolausi Bogutskaya & Coad, 2009
- Alburnoides oblongus Bulgakov, 1923
- Alburnoides ohridanus (S. L. Karaman, 1928)
- Alburnoides petrubanarescui Bogutskaya & Coad, 2009
- Alburnoides prespensis (S. L. Karaman, 1924)
- Alburnoides qanati Bogutskaya & Coad, 2009
- Alburnoides taeniatus (Kessler, 1874)
- Alburnoides tzanevi Chichkoff, 1933
- Alburnoides varentsovi Bogutskaya & Coad, 2009